# UBB
UBB (англ. Ubiquitin B) – білок, який кодується однойменним геном, розташованим у людей на короткому плечі 17-ї хромосоми. Довжина поліпептидного ланцюга білка становить 229 амінокислот, а молекулярна маса — 25 762.
| 10         |  | 20         |  | 30         |  | 40         |  | 50         |
| ---------- |  | ---------- |  | ---------- |  | ---------- |  | ---------- |
| MQIFVKTLTG |  | KTITLEVEPS |  | DTIENVKAKI |  | QDKEGIPPDQ |  | QRLIFAGKQL |
| EDGRTLSDYN |  | IQKESTLHLV |  | LRLRGGMQIF |  | VKTLTGKTIT |  | LEVEPSDTIE |
| NVKAKIQDKE |  | GIPPDQQRLI |  | FAGKQLEDGR |  | TLSDYNIQKE |  | STLHLVLRLR |
| GGMQIFVKTL |  | TGKTITLEVE |  | PSDTIENVKA |  | KIQDKEGIPP |  | DQQRLIFAGK |
| QLEDGRTLSD |  | YNIQKESTLH |  | LVLRLRGGC  |  |            |  |            |

A: Аланін

C: Цистеїн

D: Аспарагінова кислота

E: Глутамінова кислота

F: Фенілаланін

G: Гліцин

H: Гістидин

I: Ізолейцин

K: Лізин

L: Лейцин

M: Метіонін

N: Аспарагін

P: Пролін

Q: Глутамін

R: Аргінін

S: Серин

T: Треонін

V: Валін

Кодований геном білок за функцією належить до фосфопротеїнів. 
Локалізований у цитоплазмі, ядрі.